# Askaniusz
Askaniusz (gr. Ἀσκάνιος Askánios, łac. Ascanius) – postać mitologii rzymskiej i greckiej.
Wyprowadzony przez ojca z płonącej Troi, towarzyszył mu w wędrówce do Italii. Syn Eneasza i trojanki Kreuzy, ojciec Silviusa, po śmierci ojca król Latynów i założyciel Alby Longi. Jedna z postaci występujących w księdze II Eneidy. Według legendy od Askaniusza pochodzi sławny ród Julijski, którego przedstawicielami byli patrycjusze oraz znamienici obywatele Rzymu, m.in. Juliusz Cezar i Oktawian August. Następca Eneasza w panowaniu nad Latynami (wtedy przybrał imię Julus).
Tytułowy bohater oper Johanna Josepha Fuksa, Antonia Lottiego oraz Wolfganga Amadeusa Mozarta.